# Серра, Хуниперо
Хуни́перо Се́рра (исп. Junípero Serra), имя при рождении Микель Жосеп Серра и Феррер, кат. Miquel Josep Serra i Ferrer; 24 ноября 1713[…], Петра, Петра, Арагонская корона — 28 августа 1784[…], Миссия Сан Карлос Борромео де Кармело, Провинция Калифорния, Испанская империя) — святой Римско-католической церкви, монах-францисканец, основатель католических миссий на территории современной Калифорнии, в том числе Сан-Франциско, Лос-Анджелеса, Сакраменто и Сан-Диего. Своей деятельностью миссионера и исследователя заслужил прозвания «апостола» и «отца Калифорнии».

## Жизнь
Родился в бедной крестьянской семье 24 ноября 1713 года.
Вступил в орден меньших братьев (францисканцев) в 1730 году, тогда же принял имя Хуниперо в честь святого Юнипера, одного из учеников Франциска Ассизского. Благодаря исключительным способностям преподавал философию ещё до того, как был посвящён в священники. Получил степень доктора в университете города Пальма-де-Майорка. В 1749 году, в возрасте 36 лет, отправляется в Новый Свет и сперва занимает кафедру философии в иезуитской школе в Мехико. В Новой Испании Хуниперо Серра развернул обширную проповедническую и миссионерскую деятельность. Он 9 лет прожил в области Сантьяго-Хальпан (ныне Хальпан-де-Серра в штате Керетаро) среди индейцев паме, перевёл на их язык катехизис и обучил их различным ремёслам. 
В 55 лет он становится главой миссий в Калифорнии, которые незадолго до этого перешли к францисканцам от иезуитов. Передвигаясь в основном верхом на муле, Серра путешествует по Верхней Калифорнии и основывает новые миссии, начиная с миссии Сан-Диего-де-Алькала, а затем еще несколько, включая Сан-Карлос Борромео, в районе современного Монтерея, и в общей сложности участвует в основании девяти миссий из двадцати одной, расположенных на севере Новой Испании. В своей миссионерской деятельности Серра часто сталкивался с противодействием местных властей (особенно губернатора Педро Фахеса) и был вынужден обращаться за помощью к вице-королю Новой Испании, для чего отправился в Мексику.
После удовлетворения его жалобы и снятия Педро Фахеса с поста губернатора Серра предпринял ряд новых миссионерских экспедиций в Калифорнию. 15 декабря 1774 вице-король Антонио Мария де Букарели предложил Хуниперо Серре принять участие в экспедиции в центральную Калифорнию под командованием капитана Хуана Баутиста де Анса. В ходе этой экспедиции было заложено первое поселение на месте Сан-Франциско, названное так в честь св. Франциска Ассизского. В последние три года своей жизни Серра посетил почти все основанные при его участии миссии, разбросанные на расстоянии более 900 км (от Сан-Франциско до Сан-Диего), и совершил над крещёными им индейцами таинство конфирмации.
28 августа 1784 года Серра умер от туберкулёза в миссии во имя св. Карло Борромео (ныне в городе Кармел в Северной Калифорнии), бывшей его резиденцией. Похоронен там же.

## Прославление
25 сентября 1988 года папа Иоанн Павел II причислил Хуниперо Серра к лику блаженных. 23 сентября 2015 года, находясь с визитом в США, папа Франциск завершил процесс канонизации, причислив его к лику святых; таким образом, о. Серра стал первым католическим святым США, имеющим испанское происхождение. Это решение вызвало негативную реакцию со стороны части индейской общественности Калифорнии из-за насильственности части обращений им в католичество, за которыми следовало насилие над новообращенными коренными американцами.
Памятники Хуниперо Серра установлены в Кармеле, Гаване (где он останавливался во время пути в Мексику), на Майорке и в других местах. Его скульптура находится в Национальном скульптурном зале Капитолия.
День памяти — 1 июля.